# Jeff Smith (Boxer)
Jeff Smith (* 23. April 1891 in New York City, New York, USA, als Jerome Jeffords; † 3. Februar 1962 in Levittown, New Jersey, USA) war ein US-amerikanischer Boxer im Mittelgewicht. Er trug den Kampfnamen „The Bayonne Globetrotter“, war 1,74 Meter groß, hatte eine Reichweite von 1,80 Meter und wurde sowohl von Al Lippe als auch von Ed Bader gemanagt.
Im Jahr 2013 wurde der Normalausleger in die International Boxing Hall of Fame aufgenommen.